# 셰이디 레코드
세이디 레코드(Shady Records)는 미국의 힙합 레이블이다. 래퍼 에미넴과 그의 매니저인 'Paul Rosenberg'가 함께 1999년에 설립했다.
힙합잡지인 RIAA에서 이 레이블은 성공한 음악레이블로 선정되었고, 현재 골드를 기록한 40여 장의 앨범을 발매했다. 현재 에미넴, 50 센트, D12가 소속되어 있다. 이전 뮤지션으로는 스테이트 큐오, 오비 트라이스 등이 소속되 있었다.

## 소속 아티스트

### 현재 아티스트
- 에미넴
- 50 센트
- D12(비자르, 프루프, 콘 아티스트,스위프티,쿠니바)
- 캐시스
- 콘 아티스트
- 알키미스트
- Steve King
- 베이스 브라더
- DJ Head
- Luis Resto
- 옐라울프
- 슬러터하우스(크루킷 아이, 조 버든, 조엘 오티즈, 로이스 다 5'9")

### 이전 아티스트
- 디제이 그린 렌턴
- 오비 트라이스
- 스테이트 큐오
- 바비 크릭워터